# Ametropalpis nasuta
Ametropalpis nasuta är en fjärilsart som beskrevs av Paul Mabille 1884. Ametropalpis nasuta ingår i släktet Ametropalpis och familjen nattflyn. Inga underarter finns listade i Catalogue of Life.